# McDonnell XF-88 Voodoo
McDonnell XF-88 Voodoo là một mẫu máy bay tiêm kích phản lực tầm xa cánh xuôi, được thiết kế cho Không quân Hoa Kỳ.

## Quốc gia sử dụng
Hoa Kỳ
- Không quân Hoa Kỳ

## Biến thể
XF-88
XF-88A
XF-88B

## Tính năng kỹ chiến thuật (XF-88A)
Dữ liệu lấy từ Fighters of the United States Air Force
Đặc điểm tổng quát
- Tổ lái: 1
- Chiều dài: 54 ft 2 in (16,51 m)
- Sải cánh: 39 ft 8 in (12,09 m)
- Chiều cao: 17 ft 3 in (5,26 m)
- Diện tích cánh: 350 ft² (32,52 m²)
- Trọng lượng rỗng: 12.140 lb (5.507 kg)
- Trọng lượng cất cánh tối đa: 18.500 lb (8.392 kg)
- Động cơ: 2 × Westinghouse J34-WE-22 động cơ phản lực có chế độ đốt tăng lực
  - Lực đẩy thô: 3.000 lbf (13,34 kN) mỗi chiếc
  - Lực đẩy khi đốt tăng lực: 3.600 lbf [3] (16,05 kN) mỗi chiếc

 Hiệu suất bay 
- Vận tốc cực đại: 706 mph (614 knot, 1.136 km/h) trên độ cao 20.000 ft (6.100 m)
- Tầm bay: 1.737 mi (1.510 hải lý, 2.779 km)
- Trần bay: 39.400 ft (12.009 m)
- Vận tốc leo cao: 8.000 ft/phút (41 m/s)

Trang bị vũ khí

- Súng: 6 × pháo M39 20 mm (.79 in)